# Синдром де Вінтера
Синдром де Вінтера – це картина електрокардіограми (ЕКГ), яка часто відображає субтотальну оклюзію передньої міжшлуночкової гілки лівої коронарної артерії (ПМШГ ЛКА). Симптоми включають біль у грудях, задишку та надмірне потовиділення.
Хоча зазвичай через оклюзію ПМШГ ЛКА можуть бути зачеплені й інші артерії серця. Фактори ризику подібні до інших видів ішемічної хвороби серця. Основний механізм неясний; хоча може включати субендокардіальну ішемію, або колатеральний кровообіг.
Діагноз ґрунтується на ЕКГ, що демонструє депресію сегмента ST у точці J від 1 до 3 мм у відведеннях V1–V6, з високими та симетричними зубцями Т. Сегмент ST є висхідним, а також часто спостерігається підйом сегмента ST на 0,5–2 мм у відведенні aVR. Комплекс QRS нормальний, або злегка розширений.
Лікування проводиться як при ІМ з підйомом сегмента ST (STEMI), перевага надається первинному черезшкірному коронарному втручанню (ЧКВ). Синдром де Вінтера є рідкісним явищем, у 2-3% людей з переднім ІМ. Чоловіки хворіють частіше, ніж жінки. Вперше його описав у 2008 році Робберт Дж. де Вінтер.